# Заміський провулок (Київ)
Заміськи́й прову́лок — провулок у Дарницькому районі м. Києва, місцевість Червоний хутір. Пролягає від Харківського шосе до Ташкентської вулиці. 

## Історія
Виник у середині ХХ століття під назвою 236-а Нова вулиця. Сучасна назва — з 1953 року. У ряді джерел[джерело?] зустрічається спотворена назва — Загоро́дній прову́лок.